# Saint-Georges-d’Orques
Saint-Georges-d’Orques – miejscowość i gmina we Francji, w regionie Oksytania, w departamencie Hérault.
Według danych na rok 1990 gminę zamieszkiwało 3567 osób, a gęstość zaludnienia wynosiła 383 osoby/km² (wśród 1545 gmin Langwedocji-Roussillon Saint-Georges-d’Orques plasuje się na 99. miejscu pod względem liczby ludności, natomiast pod względem powierzchni na miejscu 790.).